# Indianerbild im deutschen Kulturraum

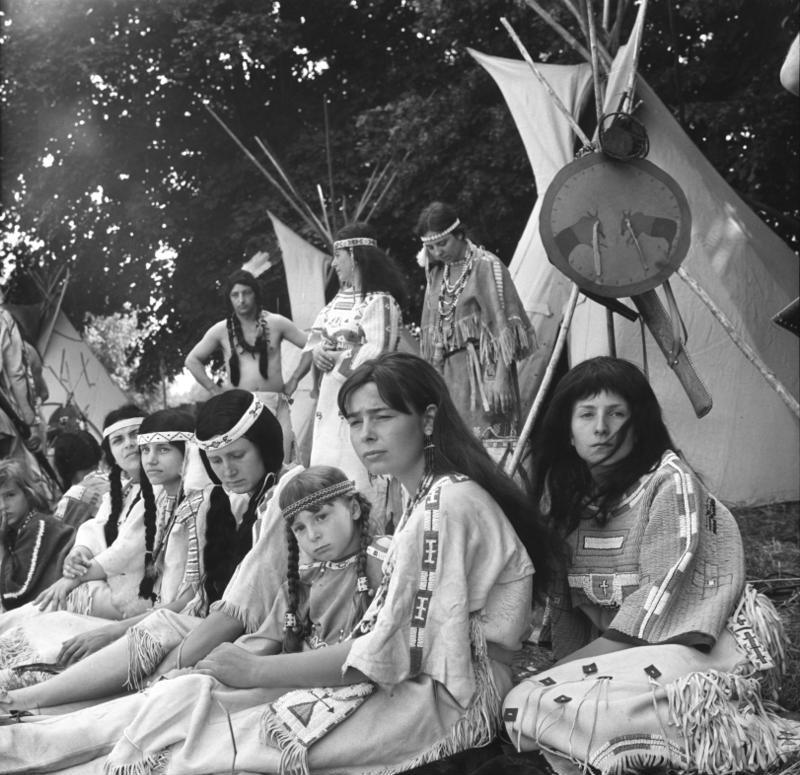
Interessengemeinschaft Mandan-Indianer (Landkreis Leipzig, 1970)

Mit Indianerbild im deutschen Kulturraum werden Vorstellungen über nordamerikanische Indianer bezeichnet, die im deutschsprachigen Kulturraum gehäuft geäußert und demnach von Soziologen als typisch aufgefasst werden. Diese Vorstellungen sind wesentlich vom romantischen Stereotyp des Edlen Wilden beeinflusst, das phasenweise in Teilen Europas beträchtlichen Einfluss auf die öffentliche Meinung hatte und insbesondere mit dem deutschen Romanautor Karl May verbunden wird.
Die deutschsprachige Bezeichnung Indianer selbst ist und war nicht auf die nordamerikanischen oder speziell die Prärie-Indianer begrenzt, er bezieht ebenso Ureinwohner Mittel- und Südamerikas ein. Die Prärie-Indianer wurden allerdings im deutschen Sprachraum prägend für viele der nachhaltigen Einflüsse des Indianerbilds auf Umweltbewegung, Literatur, Karneval, Kinderspiele, Kunst, Film, Theater und Reenactment.
Hartmut Lutz nannte das Phänomen „Indianerenthusiasmus“ (englisch Indianthusiasm). Das Indianerbild ist im Gefolge von Karl Mays Winnetou-Romanen für Generationen von Deutschen von großer Bedeutung gewesen. Beim Reenactment von indianischen Bräuchen und Alltagsleben, insbesondere in der DDR, wurde von Indianistik gesprochen.

## Hintergrund

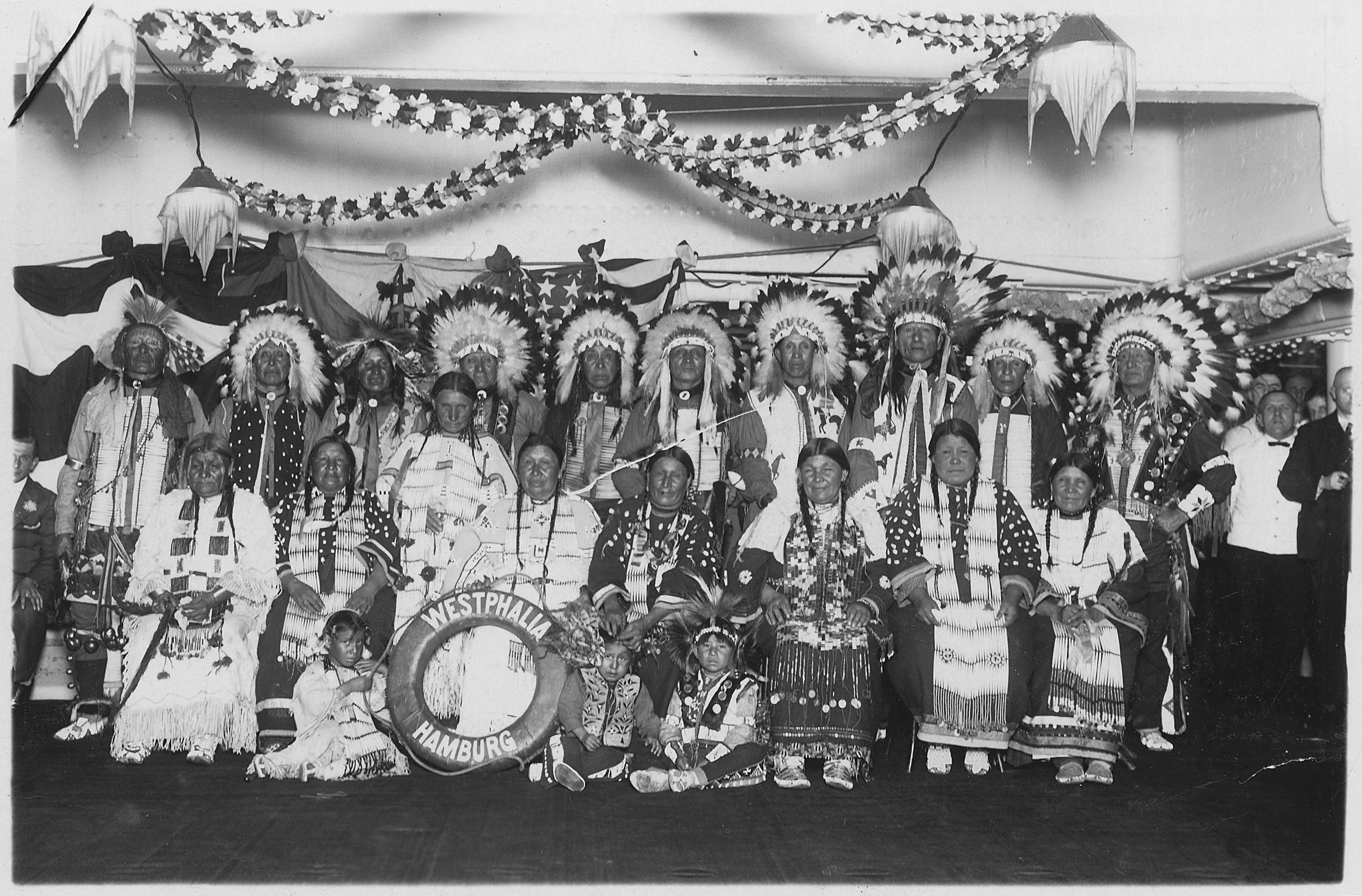
Indianer des Circus Sarrasani in ihren Theaterkostümen an Bord eines Dampfers 1928

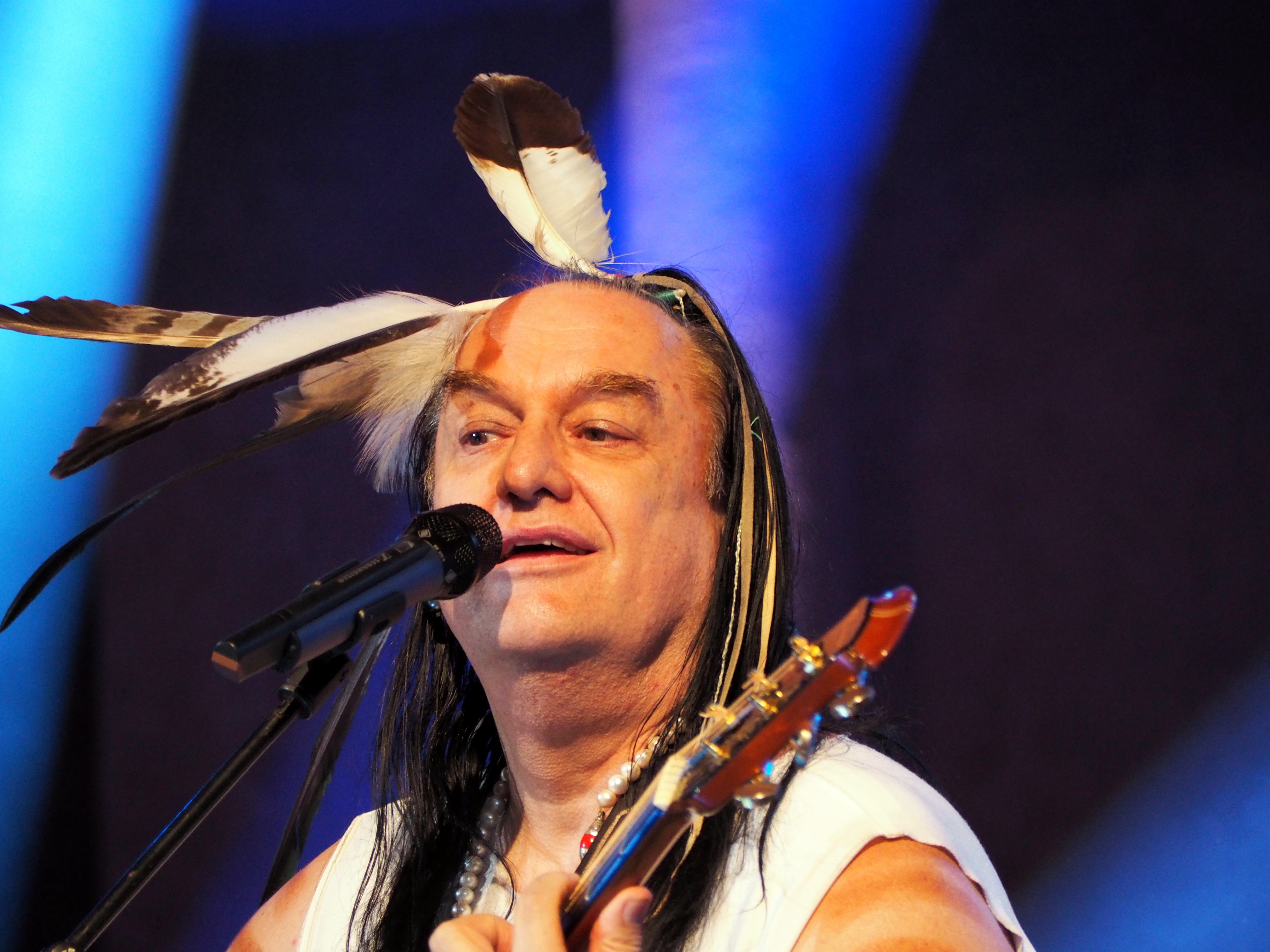
Der „Isarindianer“ Willy Michl auf dem Heimatsound-Festival 2015

Die Wahlverwandtschaft (H. Glenn Pennys: Kindred By Choice) zwischen Deutschen und Indianern wird am deutschen Föderalismus und Partikularismus und einer melancholisch retrospektiven Neigung zum Tribalismus (Stammesdenken) festgemacht. Im Rahmen der Nationalbewegung waren bereits eine Reihe weiterer, nicht dauerhafter Projektionen aufgekommen: So gab es zeitweise eine Identifikation mit den alten Germanen, den Skythen oder auch mit den Nationalbewegungen in Polen und Griechenland (im Rahmen der Polenschwärmerei und des Philhellenismus).
Der deutsche Nationalismus positionierte sich als alternatives Rollenmodell zu den kolonialen Weltreichen jener Zeit und der römischen Zeit und vermittelte das Ideal eines colonizer loved by the colonized (geliebten Kolonialisten). Die Indianergeschichten dienten zum Transport verschiedener Männlichkeitsbilder, die mit den indianischen Helden verbunden wurden. Ein frühes Beispiel ist Johann Gottfried Seumes Gedicht Der Wilde. Seume war als hessischer Söldner in Amerika und Kanada und beschrieb Begegnungen mit Indianern im autobiographischen Bericht Mein Leben. Seine Bewunderung für die natürliche Ungezwungenheit der Einwohner schlug sich in seinem oft zitierten Worten nieder: „Ein Kanadier, der Europens übertünchte Höflichkeit nicht kannte …“. Der „edle und raue“ Wilde im Bärenfell, der die aufgesetzte, falsche Höflichkeit der englischen Kolonisten passend quittiert und sich in die Büsche schlägt, war Projektionsfigur für das deutsche Selbstverständnis.

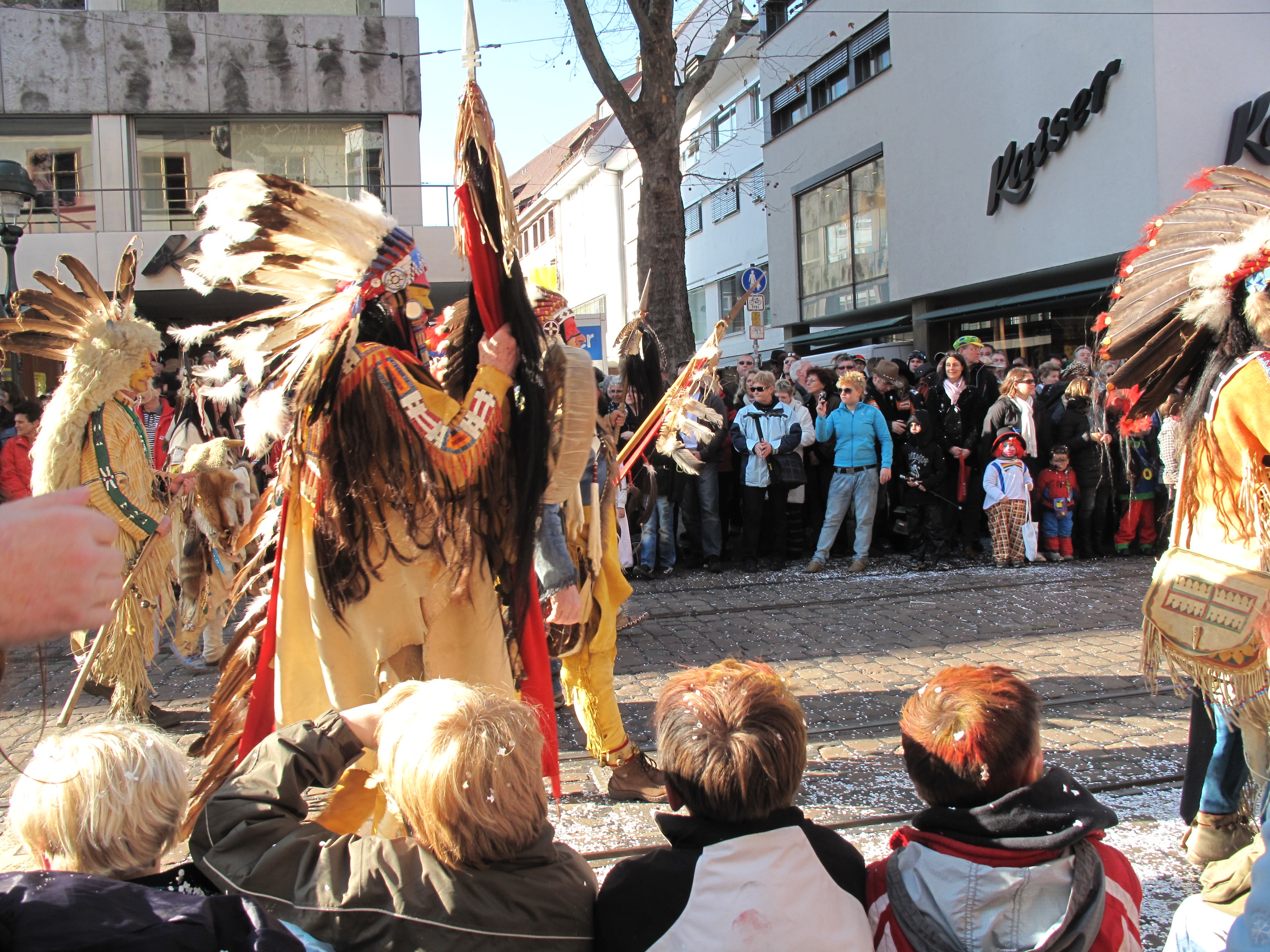
Sioux-West e. V. Freiburg beim Narrensprung 2011

Bei der Beschäftigung mit dem Indianer ging es zumeist weniger um die realen wirtschaftlichen, sozialen und kulturellen Realitäten der indigenen Völker Nordamerikas als vielmehr um deutsche Sehnsüchte. Im Zuge der Industrialisierung des Deutschen Reichs war dies die Sehnsucht nach einem „authentischen“, freien und naturverbundenen Leben abseits des Alltags der modernen Fabriken und Städte. Die antiurbane Stimmung (vgl. Anton Kuh: Spott zu Asphalt und Scholle), Ansätze zu Antisemitismus und Indianerverehrung schlossen sich dabei nicht aus. Befruchtet durch die mannigfaltige Literatur, Völker- und Wild-West-Schauen mit „echten Indianern“ und die ersten Western-Filme entwickelte sich im Kaiserreich eine große Vorliebe für das populärkulturelle Material Indianer, was sich in der Beliebtheit von Indianer- und Cowboyspielen widerspiegelt. Die katholischen Verlage Mays, die nach 1880 dessen Bücher populär machten, versuchten darüber die im Kulturkampf als rückständiger Stamm charakterisierten Katholiken zu integrieren.
Archetypen in Überlieferungen wie Kultobjekte und Artefakte der Indianer und anderer Ureinwohner spielten in der Kunst der frühen Moderne wie der Psychologie etwa Carl Gustav Jungs eine wesentliche Rolle und beförderten die romantisierende Kategorisierung der Indianer in der deutschen Bevölkerung. Unter anderem im Nationalsozialismus wurde versucht diese Sehnsüchte zu instrumentalisieren.
In der DDR wurde das Reenactment von indianischem Alltagsleben und Bräuchen seitens des SED-Staates als Indianistik wissenschaftlich aufgewertet und allmählich in die Strukturen der sozialistischen Kulturarbeit integriert. Mit Julius Lips (1895–1950) und Eva Lips (1906–1988) arbeiteten nach dem Zweiten Weltkrieg zwei Ethnologen an führender Stelle in der DDR, die vom Faschismus geächtet und zur Emigration in die USA gezwungen worden waren. Ihre Forschungsergebnisse zur indianischen Wirtschaftsweise legten sie nicht nur in wissenschaftlichen Veröffentlichungen, sondern auch populären Büchern dar. Das Indianerbild der DDR wurde ganz wesentlich von der Historikerin Liselotte Welskopf-Henrich (1901–1979) und ihren beiden Romantrilogien geprägt. Welskopf-Henrich war seit 1938 mit ihrem Mann im antifaschistischen Widerstand. Seit der Besetzung der Gefängnisinsel Alcatraz durch Indians of All Tribes 1968 leistete sie der Indianerbewegung moralische Unterstützung. Ihre Romane schildern den kulturellen Übergang zum Reservatsleben auf realistische und Mitgefühl weckende Weise. Der indigene kanadische Autor und Filmemacher Drew Hayden Taylor berichtet 2018 in seinen Dokumentarfilm Searching for Winnetou über deutsche Hobby-Indianer und die eigentümliche Faszination für „die Indianer“.
In der Bundesrepublik wirkten das idealisierte Indianerbild in der 1968er Bewegung und in der Gründungsphase der Partei Die Grünen nach, zum Beispiel in der Indianerkommune. Im „Mainstream“ dominierten die Bilder vom weisen Schamanen, Heiler und Umweltschützer. Nicht zuletzt wurde diese Sicht von der New-Age- und Esoterik-Bewegung gefördert. Ein in Bayern bekanntes Beispiel eines Indianers aus eigenem Willen ist der Musiker Willy Michl, ein bayerisches Original und Blueslegende vom Stamme der Isarindianer. 2016 zeigte die von Hermann Wilhelm kuratierte Ausstellung München und der Wilde Westen Aspekte der Münchner Kulturgeschichte von den 1840er Jahren bis zum Ersten Weltkrieg, die sich mit wechselseitigen Beziehungen zwischen dem (Narrativ des) Wilden Westen und der Münchener Kultur der Prinzregentenzeit beschäftigten. Als Wildwestpionier wird unter anderem der 48er Julius Fröbel genannt, Lola Montez Amerikaaufenthalte ebenso wie Buffalo Bills Show auf der Theresienwiese und der erste in München gedrehte Isarwestern im Kino. Der schwarze Jack (1918) wurde in München gedreht und gehört zu den frühen Werken der Arri, er wurde mehrfach, unter anderem von der Berliner Polizei, mit einem Jugendverbot belegt.

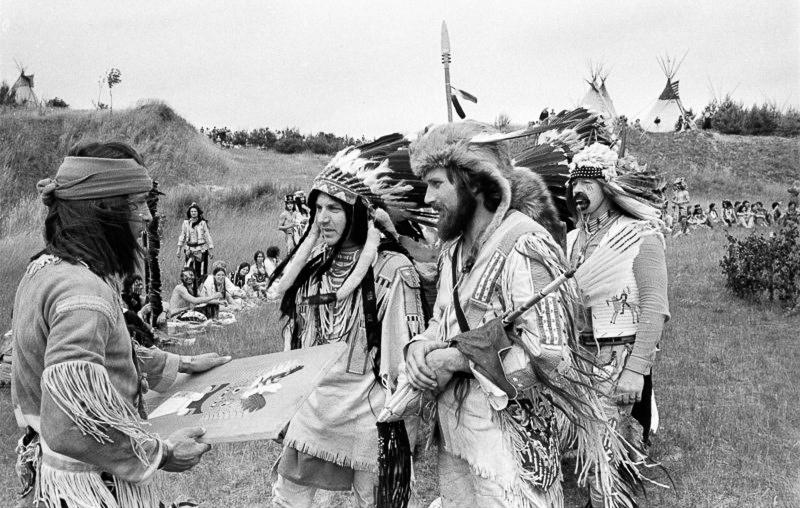
Schwerin, Indianistiktreffen 1982

Die indianischen Kulturen und ihre ursprüngliche Lebensweise üben nach wie vor eine große Faszination auf viele Menschen in Deutschland (und in einigen anderen europäischen Ländern) aus. Nach einem umfangreichen Artikel, der 2013 in Indian Country today, dem größten indigenen Magazin der USA, unter dem Titel „Deutschlands Besessenheit von Indianern ist rührend – und manchmal surreal“ erschien, spielen rund 40.000 in Vereinen organisierte Hobbyisten in Deutschland regelmäßig das Leben historischer Indianer nach. Im Gegensatz zu Faschingsindianern legen die Hobbyisten in der Regel großen Wert auf eine möglichst authentische Darstellung von der Ausrüstung bis zum Redfaceing. Auf der Website des Western-Bund e. V., der rund 70 deutsche Vereine vertritt, ist zu lesen: „Von allen Darstellungsthemen ist die Indianerdarstellung sicherlich eine der schwersten aber auch eine der reizvollsten. […] Für eine "gute" Indianerdarstellung sind aber nicht nur die Dinge materiellen Kultur wichtig. Man muss sich auch in das Denken, Fühlen und Handeln dieser Menschen vertiefen, sofern dies anhand literarischer Quellen überhaupt möglich ist.“ Obwohl diese „Indianertümelei“ mit großem Respekt betrieben wird, reproduziert sie doch weitgehend romantisierte und idealisierte Stereotypen und muss sich neben Anerkennung durch manche Indigene auch den Vorwurf der kulturellen Aneignung gefallen lassen.

## Deutsche und Indianer in den USA

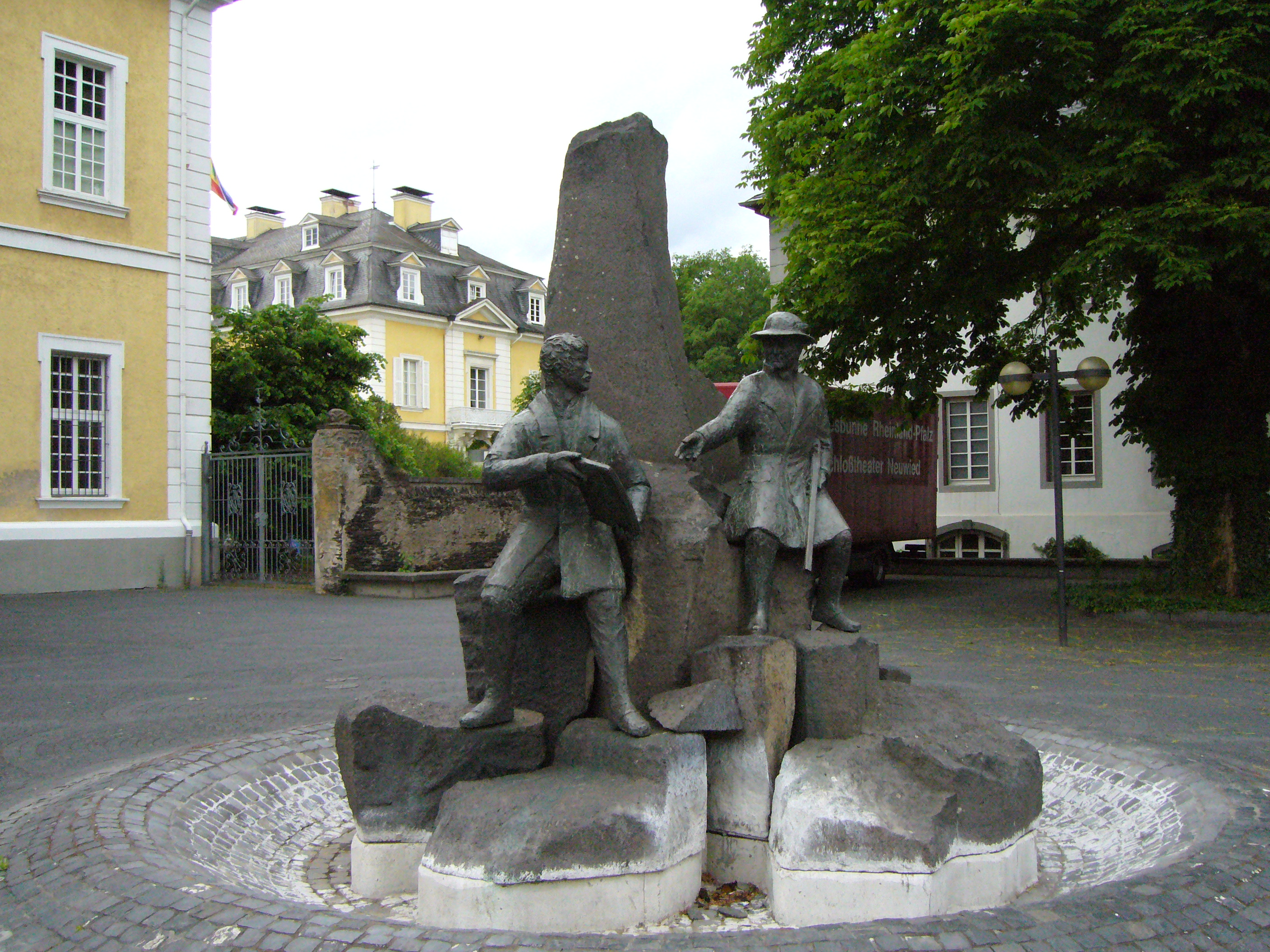
Denkmal für Maximilian zu Wied-Neuwied, den Maler Karl Bodmer und den Indianerhäuptling Mató-Tópe vor dem Schloßtheater in Neuwied

Wie andere Einwanderer verdrängten Deutschamerikaner die Indianer aus ihren früheren Heimatgebieten. Eine Vermischung und Kooperation wie etwa bei den Franzosen und einigen schottischen Einwanderern (Métis) blieb aus. Ausnahme ist etwa der deutschstämmige Sioux und Kongressabgeordnete Ben Reifel. Etliche deutsche Entdeckungsreisende und Auswanderer des 19. und 20. Jahrhunderts verliehen den edlen Wilden Nordamerikas einen besonderen Reiz. Sie hinterließen literarische Zeugnisse, meist als Reiseberichte und Tagebücher:
Philipp Georg Friedrich von Reck bereiste 1733/1734 Massachusetts und Georgia, wo er sich bei den Muskogee aufhielt. Christian Gottlieb Prieber aus Zittau, ein Jurist und politischer Utopist, emigrierte 1735 nach Nordamerika. Ab 1736 lebte er mit den Cherokee in Tennessee. Er nahm ihre Sitten an und versuchte dort seine Idealgesellschaft zu errichten. 1743 wurde er vom Militär festgenommen und starb 1745 im Gefängnis.
1815 bis 1817 bereiste Maximilian zu Wied-Neuwied Brasilien, wo er zwei angepassten und sechs intakten Indianerstämmen begegnet. In Wort und Bild dokumentierte er seine Reise. 1832 bis 1834 leitete Wied eine Expedition durch Nordamerika, bei der er sich vom Schweizer Maler Karl Bodmer begleiten ließ.
Die Wittelsbacher-Prinzessin Therese von Bayern, eine Tochter des Prinzregenten Luitpold, reiste 1893 in die USA. Die Sammlung von indianischen Kunst- und Handwerkserzeugnissen, die sie von dort mitbrachte, bereichert heute das Völkerkundemuseum in München. Sie publizierte unter anderem über die Pueblo-Indianer.
Der Begründer der modernen amerikanischen Kulturanthropologie, Franz Boas, 1858 in Minden geboren, wanderte nach Amerika aus und studierte das Leben der Kwakiutl in den USA und Kanada. Die indianisch-US-amerikanische Schriftstellerin Louise Erdrich, deren Vater deutscher Abstammung ist, thematisiert in ihren Werken immer wieder das Zusammenleben von „Weiß“ und „Rot“, insbesondere das Schicksal deutscher Einwanderer.
Eine Besonderheit für das Verhältnis von Deutschen und Indianern in Nordamerika sind die Ereignisse in Texas. Dorthin hatte der Mainzer Adelsverein in den 1840er Jahren eine Gruppe Siedler geschickt, die die heutigen Städte New Braunfels und Fredericksburg gründeten. 1847 wurde ein Friedensvertrag zwischen den Häuptlingen der Komantschen und Deutsch-Texanern geschlossen, der als einziger Vertrag zwischen Kolonisten und Indianern gilt, der nie gebrochen wurde. Die Nachfahren beider Gruppen treffen sich noch heute alljährlich zum Founders' Day, um des Vertrages zu gedenken, der ihnen den Frieden brachte.

## Bildende Kunst, Museen, Ausstellungen

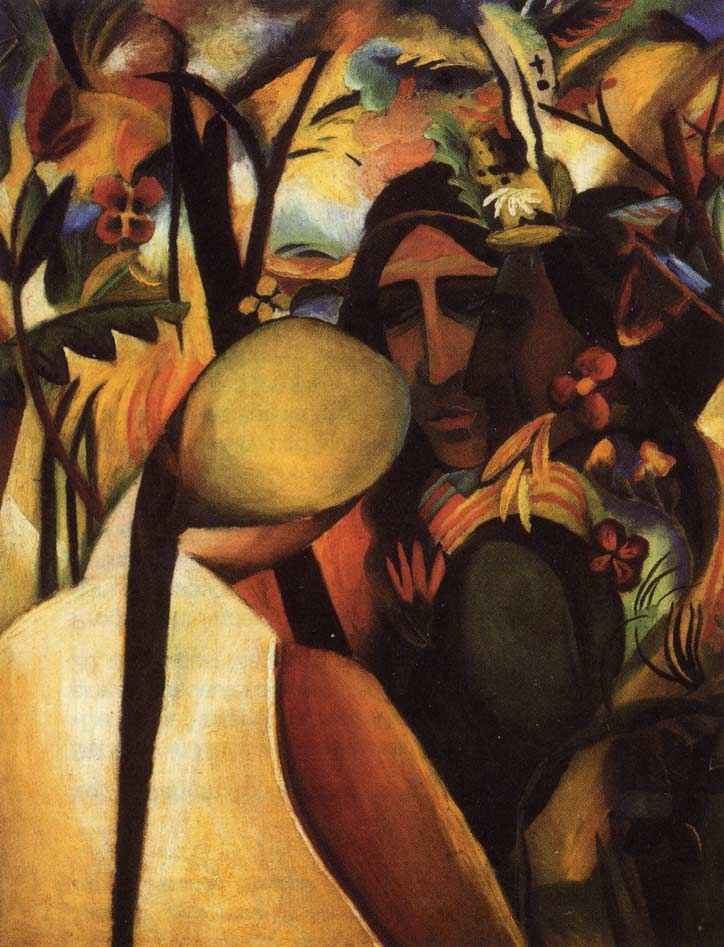
Indianer von August Macke

Karl Bodmer (1809–1893) begleitete 1832–1834 den Naturforscher Prinz Maximilian zu Wied-Neuwied auf dessen Nordamerika-Expedition. Er porträtierte zahlreiche Indianer in North Dakota, am Ohio River und Missouri River, unter anderen Blackfoot, Choctaw, Cherokee und Chickasaw. Bodmer arbeitete seine Skizzen zu Aquarellen aus. 81 seiner Illustrationen schmücken Prinz Maximilians Werk Reise im Inneren von Nordamerika (1844). Viele Bodmer-Skizzen werden heute im Nordamerika Native Museum (NONAM) in Zürich sowie im Joslyn Art Museum in Omaha, Nebraska, aufbewahrt.
Der Journalist und Maler Rudolf Cronau (1858–1939) illustrierte nicht nur seine Berichte aus Nordamerika, sondern freundete sich mit Sitting Bull an, den er 1881 porträtierte. Weitere Maler der Düsseldorfer Schule, die Indianer in Malerei oder Grafik thematisierten, waren Albert Bierstadt, Carl Wilhelm Hahn, Henry Ritter und Charles Wimar.
1911 schuf August Macke drei Indianerbilder, darunter Indianer auf Pferden. Seit 1927 steht in Karlsruhe ein Indianerbrunnen mit doppelgesichtiger Indianerskulptur.
Der Artist und Hobby-Ethnologe Ernst Tobis, der sich selbst Patty Frank nannte, sammelte auf seinen Tourneen durch die USA Originalstücke. Durch seine Begeisterung für die Indianer entstand mit Hilfe dieser Sammlung 1928 das Indianermuseum in Radebeul. Auf Veranlassung Klara Mays, der Witwe und Nachlassverwalterin Karl Mays, wurden Mays und Tobis' Sammlung vereinigt und in der neugebauten Villa Bärenfett ausgestellt. Patty Frank blieb bis zu seinem Lebensende in den 1960er Jahren Hüter der Sammlung.
1913 bis 1921 lebte der Münchner Maler Julius Seyler in Montana. Er bewirtschaftete eine Farm und malte zahlreiche Bilder seiner Nachbarn aus dem Stamm der Blackfeet (Three Bear, Eagle Calf, Bear Pipe Man usw.) und ihrer heiligen Orten wie des Chief Mountain. Klaus Dill wurde durch zahlreiche Illustrationen zu Karl-May-Büchern und Plakaten zu Western bekannt, sein bekanntestes Werk Die Rothaut und ich, ist dabei das am besten erhaltene. Er malte einen Zyklus zum Leben von Tecumseh aus zwölf großformatigen Ölbildern.

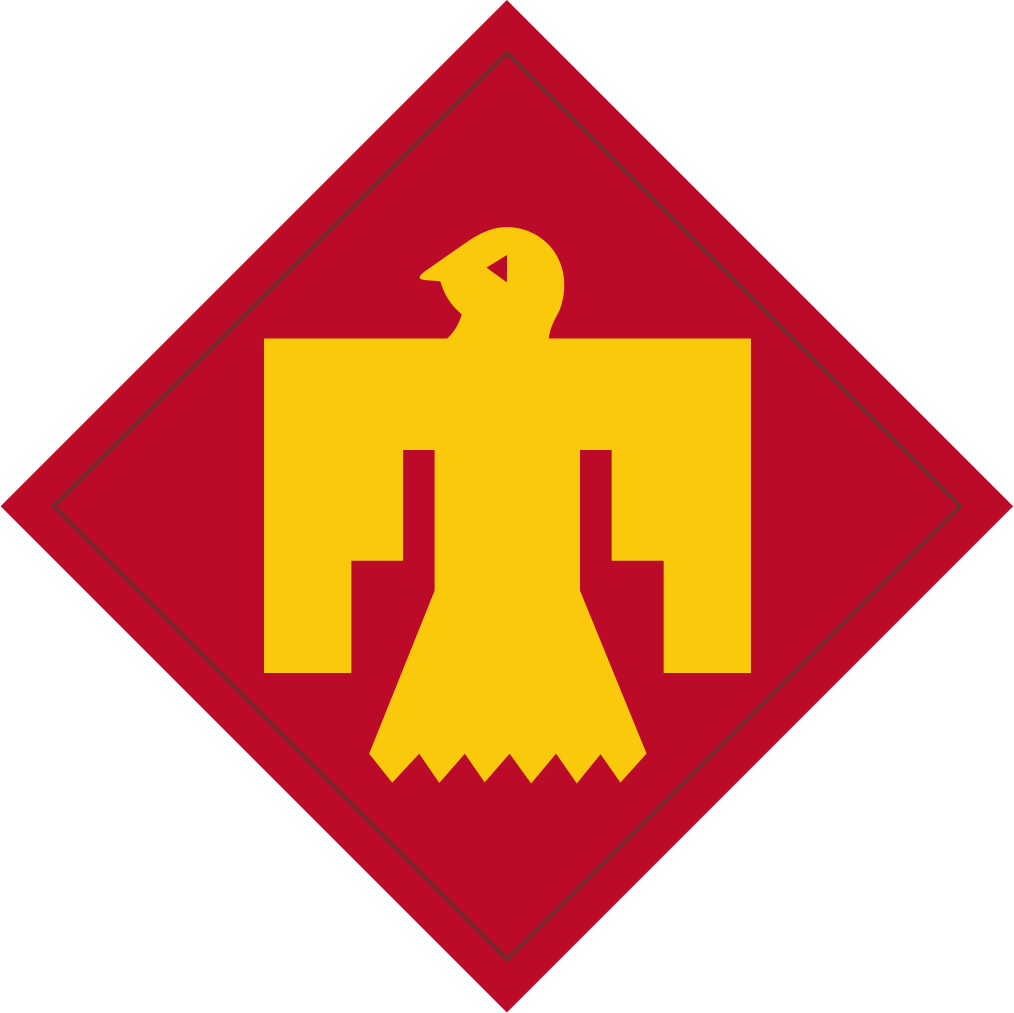
Donnervogel-Abzeichen der amerikanischen 45. Infanterie-Division. Bis 1939 verwendete man ein Hakenkreuz, das dann wegen der Konnotation mit dem Naziregime abgelöst wurde. Beide Symbole spielten auf die bedeutende Rolle der Native Americans in der Truppe wie im Südwesten der USA an. Die 45. war unter anderem bei der Befreiung des KZ Dachaus beteiligt.

Verschiedene Völkerkundemuseen haben bedeutende Sammlungen zur indianischen Kultur und Kunst. In Berlin, München oder im Lindenmuseum Stuttgart wurde in den letzten Jahren erweitert oder umstrukturiert, ebenso in Zürich. Der Richter und Autor Karl-Heinrich Gehricke war wie Heinz Bründl ein privater Sammler. 1975 besuchte er erstmals Indianer in den USA und lebte dann immer wieder bei verschiedenen Stämmen. Er besaß die weltgrößte private Sammlung von Kulturgütern, von Medizinbeuteln bis zu Schmuck und Töpferware. 1999 erwarb er das Gutshaus Gevezin in Blankenhof und begann mit dem Aufbau des Indianermuseums Gevezin. Es ist nach seinem Tod 2010 geschlossen worden.

## Wahrnehmung indianischer Soldaten
Im Ersten Weltkrieg nahmen knapp 15.000 Indianer auf Seiten der alliierten Streitkräfte Kanadas und der USA teil. Sowohl auf amerikanischer Seite wie bei den Deutschen wurden die Indianer sowohl als „vanishing race“ (deutsch: ‚schwindende Rasse‘) charakterisiert wie für ihr soldatisches Ethos (Kampfgeist) gefürchtet und gepriesen. Eine besondere Beziehung der Deutschen zu den Indianern wurde mehrfach festgestellt, was insbesondere auf den Einfluss Karl Mays zurückgeführt wurde. Eine Aufstellung segregierter, rein indianischstämmiger Einheiten wurde verschiedentlich gefordert, aber nicht durchgängig durchgeführt. Seitens der deutschen Einheiten wurde der Einsatz indianischer Soldaten als Meldegänger, als Scharfschützen und Stoßtrupps gefürchtet, bereits zum Ende des Ersten Weltkriegs wurden Indianersprachen als Mittel der Verschlüsselung der Kommunikation erfolgreich eingesetzt. In Einzelfällen traten im Ersten Weltkrieg Indianer in traditioneller Kriegsbemalung auf.
Im Zweiten Weltkrieg hatten amerikanische Fallschirmjäger – etwa der 101. US-Luftlandedivision – einen Irokesenschnitt und verwendeten Kriegsrufe wie „Geronimo!“ oder Symbolik mit Indianerbezug. Auch wurde mit dem Navajo-Code wieder eine Indianersprache zur Verschlüsselung geheimer Botschaften eingesetzt. Peter La Farges Ballade über Ira Hayes thematisiert den zwiespältigen Umgang mit indianischen Kriegshelden in den USA und wurde (etwa durch die Aufnahme von Johnny Cash) in Deutschland bekannt.

### Karl May

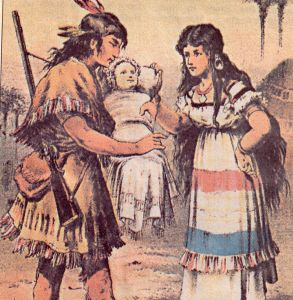
Früheste Winnetou-Darstellung (1879)